# Milionia euroa
Milionia euroa là một loài bướm đêm trong họ Geometridae.